# Rali
Rali de son vrai nom Raoul Livain, né en 1907 et mort en 1977, est un illustrateur et auteur de bande dessinée belge. Connu pour sa collaboration avec Tenas.

## Biographie
Raoul Livain naît en 1907.

### Début de carrière
Il fait carrière dans l'illustration dans les années 1930 notamment pour AZ. Il est également illustrateur de livres, réalisant des illustrations pour des traductions de romans de Jane Austen, Charlotte Brontë, Fiodor Dostoïevski, Nicolas Gogol, Pierre Louÿs, Maurice Maeterlinck, Alexandre Pouchkine et William Makepeace Thackeray publiées aux Éditions bruxelloises La Béotie de 1944 à 1947.

### Bravo!
En 1942, Rali est engagé par le directeur artistique Jean Dratz pour créer de nouvelles bandes dessinées pour le magazine de bandes dessinées belge Bravo !, lorsque les bandes dessinées américaines durent être remplacées en raison de la Seconde Guerre mondiale. Cependant, une seule page en noir et blanc de sa bande dessinée de chevalerie Morgana est publiée dans le no 26 de 1942. Après cela, le projet connaît une interruption jusqu'au no 21 de 1944, lorsque Morgana est repris  en couleur. Rali réalise l'adaptation en bande dessinée de deux épisodes de Monsieur Wens intitulés : L'Ennemi sans visage et Les Atouts de Monsieur Wens sur un scénario de Stanislas-André Steeman en 1946.
En 1946, Rali amène le jeune dessinateur Tenas qu'il va prendre sous son aile à Bravo !, et les deux vont former une équipe inséparable au cours des décennies suivantes. Pour Bravo !, ils créent de très nombreux feuilletons et illustrations, travaillant dans plusieurs genres et sous plusieurs pseudonymes. Entre 1946 et 1950, les deux hommes commencent leur collaboration dans l'hebdomadaire Bravo !, à l'époque l'une des principales publications belges de bande dessinée. Ils fondent leur studio et ils remplacent l'équipe originale de Bravo ! composée de Jacques Laudy, Edgar P. Jacobs et Willy Vandersteen, ils collaborent à la série Morgana de Rali, mais aussi à de nouvelles créations comme Cyprien Bravo, Phil Blue-Eyes, Frigopolis, Jim et Dick, Ivanhoé d'après Walter Scott, Capitaine Hardell sur un scénario d'André-Paul Duchâteau et une adaptation du roman de Paul Féval Le Bossu. Après avoir recruté le jeune scénariste André-Paul Duchâteau, ils feront de même pour le jeune dessinateur Tibet,, qui deviendront plus tard des piliers du journal Tintin. En 1948, les séries Ivanhoé et Capitaine Hardell paraissent également dans le magazine Pierrot en France.

### Autres productions Tenas-Rali
Pour le journal Le Peuple, Rali et Tenas créent Pierre Azur, pilote de ligne (6 avril-22 juillet 1948), une bande dessinée aéronautique qui ressemble à « Steve Canyon » de Milton Caniff. Le héros principal Pierre Azur, un as et héros de la Seconde Guerre mondiale, et son ami Bob Toriac doivent inaugurer une nouvelle ligne aérienne vers l'Inde pour la Condor Air Line, mais sont confrontés au sabotage, aux attaques d'avions hostiles et aux enlèvements. Dans le journal Spirou, Rali et Tenas et leur équipe créent la bande dessinée d'aventure de piraterie Le Triangle de Feu (1952). Utilisant le pseudonyme collectif D. Aisin, l'histoire est une production conjointe de toute l'équipe, Duchâteau écrivant le scénario, Tibet réalisant les mises en page et Tenas et Rali fournissant les dessins. Rali et Tenas réalisent également des histoires de bande dessinée pour le magazine Héroïc-Albums de l'éditeur Fernand Cheneval, et ils illustrent des feuilletons textuels dans Story, un tabloïd de bande dessinée des Éditions du Pont-Lévis, en grande partie rempli d'histoires de bandes dessinées américaines. Tenas et Rali sont également membres de La Mine souriante, une association d'humoristes de plusieurs générations, fondée en 1928 par fondée en 1928 par le dessinateur, illustrateur et chansonnier Marcel Antoine. Le groupe se distinguait par ses manifestations ludiques, qui faisaient souvent les gros titres de la presse.

### Magazine Mickey
En 1950, Rali et Tenas rejoignent l'éditeur François Prête des Éditions du Pont-Lévis pour le lancement de Mickey Magazine, un magazine belge de Disney publié à la fois en édition flamande et en édition française. Le projet était une initiative d'Armand Bigle, un entrepreneur belge représentant Walt Disney Productions en Europe. Apparu pour la première fois le 14 octobre 1950, le magazine publie principalement des histoires en replacement de bandes dessinées américaines de Disney. Pour la réalisation des dessins de couverture et des illustrations complémentaires, ainsi que l'édition du magazine, un atelier graphique local est installé au 47, rue du Houblon à Bruxelles, supervisé par Tenas et Rali. À cet égard, Tenas et Rali sont les premiers Européens à détenir une licence officielle pour produire de l'art Disney. Quelques décennies plus tard, l'écriture et le dessin des histoires de bandes dessinées de Disney sont devenus principalement une production européenne, la majorité de celle-ci étant géré par des éditeurs au Danemark, en France, aux Pays-Bas et en Italie.
Déjà dans le premier numéro de Mickey Magazine, le récit de Tenas et Rali Les Mystères de la Tour Eiffel (1950-1951) décolle, une histoire centrée sur Paris dans laquelle Mickey Mouse, Donald Duck et Pluto poursuivent une bande d'escrocs qui essayaient de bombarder la Tour Eiffel pour l'acheter au prix de l'acier, la reconstruire puis la revendre à de riches collectionneurs. Écrit par le scénariste attitré de l'équipe, André-Paul Duchâteau, l'histoire paraît dans les 34 premiers numéros du magazine. Dans les trois premiers numéros de Mickey Magazine, Tenas et Rali racontent l'histoire de la vie de Walt Disney dans la bande dessinée de trois pages L'Étonnante Histoire de Walt Disney (1951). De nombreuses couvertures et en-têtes originaux du magazine sont conçues par le duo. Mickey Magazine paraît jusqu'à la fin de 1959, date à laquelle il fusionne avec le populaire hebdomadaire Donald Duck, publié aux Pays-Bas depuis octobre 1952. Ce qui marque la fin d'une collaboration de 13 ans avec Rali.

### S.B.W.D.R.T.
Il est possible que le studio Rali-Tenas ait également été à l'origine de deux histoires originales de Donald Duck publiées dans l'hebdomadaire néerlandais Donald Duck. Il s'agissait d'une histoire dans laquelle Donald devient professeur d'école, publiée dans un numéro promotionnel du 6 mars 1954, et d'une autre dans laquelle Donald est gardien de but lors d'un match de football entre les Pays-Bas et la Belgique, publiée dans le no 23 de 1954. Pendant longtemps, ces deux histoires ont été attribuées à l'auteur néerlandais Lex Overeijnder. Cependant, ces crédits sont restés contestés ; d'abord à cause des différences de style, mais aussi parce que le mystérieux code de production "S.B.W.D.R.T." Il est cependant possible que ce code signifie "Studios Belges Walt Disney Rali-Tenas". Considérant que le studio de Rali et Tenas a été mentionné dans Mickey Magazine comme les "Studios Belges" et le fait que l'équipe bruxelloise était la première en Europe avec une licence officielle pour produire du matériel Disney, il est possible que ces deux histoires hollandaises aient bien été produit par Rali et Tenas ou l'un de leurs collaborateurs. Leur implication possible avec l'hebdomadaire néerlandais a cependant pris fin après ces deux histoires.

### Dernières publications
Il réalise encore seul la bande dessinée publicitaire constituée de 4 planches humoristiques pour les conserves Materne publiée dans les journaux Tintin et Spirou en 1961.

### Mort
Il meurt en 1977.

## Œuvre

### Illustrations
- Le Meilleur des mondes[13], Aldous Huxley, traduction Jules Castier, illustrateur Raoul Livain, Bruxelles, Éditions La Boétie, 1944
- Werther, Johann Wolfgang von Goethe, illustrateur Raoul Livain, Bruxelles, Éditions La Boétie, 1944
- Jane Eyre, Charlotte Brontë, traduction Léon Brodovikoff et Claire Robert, illustrateur Raoul Livain, Bruxelles, Éditions La Boétie, 1944
- Emma, Jane Austen, traduction par Eugène Rocart ; Frontispice de Raoul Livain, Bruxelles, Éditions La Boétie, 1945
- Le Professeur, Charlotte Brontë, traduction nouvelle et intégrale de J.J. Martin ; Frontispice dessiné par Raoul Livain, Bruxelles, Éditions La Boétie, 1945
- Oeuvres en prose, Alexandre Pouchkine, traduction Nicolas Poltavtzev ; graveur Raoul Livain, Bruxelles, Éditions La Boétie, 1945
- Le Livre des snobs, William Makepeace Thackeray, traduction Eugène Rocart, illustration Raoul Livain, Bruxelles, Éditions La Boétie, 1945
- Les Âmes mortes, Nicolas Gogol ; traduction Nicolas Poltavtzev ; illustration Raoul Livain, Bruxelles, Éditions La Boétie, 1945
- L'Étrange Cas du docteur Jekyll et de M. Hyde, Robert Louis Stevenson ; traduction G. Jacquemain ; illustration Raoul Livain, Bruxelles, Éditions La Boétie, 1945 — Réimpression en 1947.
- Les Aventures du roi Pausole, Pierre Louÿs ; illustration Raoul Livain, Bruxelles, Éditions La Boétie, 1946
- Aphrodite : mœurs antiques, Pierre Louÿs, illustration Raoul Livain, Bruxelles, Éditions La Boétie, 1946
- L'Adolescent : roman en trois parties, Fiodor Dostoïevski, traduction Nicolas Poltavtzev ; illustrateur Raoul Livain, Bruxelles, Éditions La Boétie, 1946
- Maurice Maeterlinck et Raoul Livain (ill.), La Vie des termites, Bruxelles, Éditions La Boétie, 1947
- Maurice Maeterlinck et Raoul Livain (ill.), La Vie des abeilles, Bruxelles, Éditions La Boétie, 1947

#### Livres
- Jean Van Hamme, Introduction à la bande dessinée belge, Bruxelles, Bibliothèque royale de Belgique, 1968, 80 p., ill. ; 26 cm (lire en ligne), p. 41. [catalogue] publié à l'occasion de l'exposition La bande dessinée en Belgique, Bibliothèque Albert Ier, [Bruxelles], du 29 juin au 25 août 1968.
- Claude Moliterni, Histoire mondiale de la bande dessinée, Paris, P. Horay, 1989, 315 p., ill. ; 37 cm (ISBN 978-2705800970 et 2705801650, OCLC 300909966), p. 43, 160, 162.  lire sur Google Livres
- Frans Lambeau, « Rali », dans Dictionnaire illustré de la bande dessinée belge sous l'Occupation, Bruxelles, André Versaille, 2013, 334 p., ill. ; 21 cm (ISBN 978-2-87495-140-4 et 2874951404, OCLC 851512115, présentation en ligne), p. 233.
- Frans Lambeau, « Rali et Tenas », dans Dictionnaire illustré de la bande dessinée belge : de la libération aux fifties (1945-1950), Liège, Les Éditions de la Province de Liège, 2016, 327 p., ill. ; 27 cm (ISBN 9782390100294 et 2390100295, OCLC 949771202, présentation en ligne), p. 243. .